# Cantone di Guémené-Penfao
Il Cantone di Guémené-Penfao è una divisione amministrativa dell'arrondissement di Châteaubriant.
A seguito della riforma approvata con decreto del 25 febbraio 2014, che ha avuto attuazione dopo le elezioni dipartimentali del 2015, è passato da 5 a 19 comuni.

## Composizione
I 5 comuni facenti parte prima della riforma del 2014 erano:
- Conquereuil
- Guémené-Penfao
- Marsac-sur-Don
- Massérac
- Pierric

Dal 2015 i comuni appartenenti al cantone sono i seguenti 19:
- Abbaretz
- La Chevallerais
- Conquereuil
- Derval
- La Grigonnais
- Guémené-Penfao
- Jans
- Lusanger
- Marsac-sur-Don
- Massérac
- Mouais
- Nozay
- Pierric
- Puceul
- Saffré
- Saint-Vincent-des-Landes
- Sion-les-Mines
- Treffieux
- Vay